# Johnny Boyd
Pour les articles homonymes, voir Boyd.
Johnny Boyd est un pilote automobile américain d'IndyCar, né le 19 août 1926 à Fresno (Californie, États-Unis) et décédé le 26 octobre 2003 dans sa ville natale. Il s'illustra tout d'abord dans les courses de Midget avant de débuter en championnat USAC en 1954. Il a participé à douze reprises aux 500 miles d'Indianapolis de 1955 à 1966, terminant notamment troisième de l'épreuve en 1958.